# Euripus clytia
Euripus clytia är en fjärilsart som beskrevs av Felder 1866. Euripus clytia ingår i släktet Euripus och familjen praktfjärilar. Inga underarter finns listade i Catalogue of Life.